# Deset malih crnaca
Deset malih crnaca (eng. Ten Little Niggers ili And Then There Were None) kriminalistički je roman Agathe Christie koji je 6. studenoga 1939. izdao Collins Crime Club. Prvo američko izdanje knjige izdao je Dodd, Mead and Company u siječnju 1940. Roman govori o deset stranaca, ljudi koji naizgled nemaju nikakve veze jedan s drugim, ali su zapravo svi krivi za neko ubojstvo za koje nisu osuđeni i/ili procesuirani. Iako su njih 10 jedini gosti na otoku, jedan po jedan počinje umirati, a uzrok njihove smrti prati stihove poznate pjesmice Deset malih crnaca.
Ovaj je roman daleko najpopularniji roman Agathe Christie, te ujedno i njezin najprodavaniji. Agatha Christie uspjela je napraviti nevjerojatan zaplet događaja i smrti tako kompliciran da se bez dokumenta poslanog Scotland Yardu ubojica nikad ne bi pronašao niti bi se saznalo tko je on. Prodan je u više od 100 milijuna primjeraka, čime je ujedno sedma najpopularnija knjiga svih vremena. Ova je knjiga ekranizirana i dramatizirana u nekoliko navrata, a izašla je i u obliku videoigre.

## Radnja
Deset ljudi, koji se međusobno ne poznaju, dolaze iz različitih društvenih slojeva i, naizgled, nemaju nikakvu međusobnu vezu, bivaju pozvani na fiktivni Nigger Island, inspirian otokom Burgh, koji se nalazi u blizini obale Devona. Po dolasku, saznaju da su njihovi ekscentrični domaćini, izvjesni gospodin i gospođa U.N. Owen (Ulick Norman Owen i Una Nancy Owen), trenutno odustni, no da će im se pridružiti. U međuvremenu, o njima će se brinuti posluga, supružnici Thomas i Ethel Rogers. Gosti odlaze u svoje sobe gdje svaki od njih pronalazi čudni dio bric-à-braca, te uokvirenu dječju brojalicu Deset malih crnaca.
Prije večere, gosti su u blagovaonici primijetili pladanj s deset figurica malih crnaca na njemu. Tijekom večere, Rogers je, prema natuknici U.N. Owena, upalio gramofon i pustio ploču na kojoj je neidentificirani glas optužio svakog od gostiju za ubojstvo. Marston je optužen za ubojstvo dvoje djece zbog nemarne vožnje; Rogersovi su optuženi za ubojstvo svoje bivše poslodavke Jennifer Brady; general MacArthur optužen je za ubojstvo Arthura Richmonda, ljubavnika svoje supruge; Emily Brent optužena je za ubojstvo svoje bivše sluškinje, Beatrice Taylor; sudac Wargrave otpužen je za ubojstvo Edwarda Setona, čovjeka za kojega se smatralo da nije kriv; doktor Armstrong u pijanom je stanju ubio Louisu Clees za kirurškim stolom; Blore je optužen da je lažnim svjedočenjem uzrokovao smrt Jamesa Landora; Lomabrd je uzrokovao smrt 21 člana jednog afričkog plemena, a Vera Clythorne optužena je za ubojstvo mladog Cyrila Hamiltona. Nakon inicijalnog šoka (gđa. Rogers čak je izgubila svijest), svaki od gostiju priznaje da je svjestan ubojstva (ili da je u nekom obliku upleten), ali negira bilo kakvu podložnost zakonskom procesu.
Ubrzo gosti shvate kako je dolazak na otok zapravo prijevara, no ne mogu otići. Narracottova brodica više ne dolazi, a oluja je izolirala otok. Ubrzo, jedan po jedan, gosti bivaju ubijeni prema stihovima brojalice, a nakon svakog ubojstva, jedna figura maloga crnca biva uklonjena.
Prvi koji je preminuo bio je Anthony Marston, nakon što se ugušio od posljedica trovanja cijankalijem koji mu je ubačen u piće. Gđa Rogers je tijekom noći primila smrtonosnu dozu lijeka za spavanje, što je uzrokovalo njezinu smrt i uperilo prst sumnje u njezina supruga. Sljedeće jutro gosti kreću u potragu za gospodinom Owenom, no ubrzo ustanove kako je otok prazan. General MacArthur u međuvremenu je boravio na plaži, s nostalgijom se sjećajući svoje supruge, da bi na koncu Veri Claythorne predvidio kako nitko od njih neće napustiti otok. Dok je boravio na otoku stijenom mu je smrskana lubanja, čime je postao treća žrtva. Istovremeno ustanove kako već 3 figurice malih crnaca nedostaju s pladnja. Sudac Wargrave kao iskusni pravnik koji se susreo s raznim slučajevima, postavlja se za vođu grupe i prvi, javno i otvoreno, govori kako je ubojica zapravo jedan od njih. Tada je zahtijevao da svatko ispriča svoju priču, što je u ovoj ili onoj mjeri i uspio, a uspio je i pojasniti komično značenje imena U.N. Owen, što je protumačio kao "Unknown" (engleski: nepoznati). Rogers je tu istu večer, kao mjeru predustrožnosti, zaključao figure malih crnaca, no sljedeće je jutro nestao. Ubrzo su ga pronašli u vrtu, sasječenog na pola pomoću sjekire s kojom je cijepao drva, a nestao je i još jedan mali crnac. Gosti se počinju grupirati i upirati prst sumnje u ostale. To poslijepodne u kuhinji je, ubrizgavanjem cijankalija u vrat, ubijena Emily Brent. Emily Brent ubijena je pomoću Armstrongove injekcije, zbog čega je isprva izgledalo kao ubod insekta, no kasnije je ta injekcija pronađena u vrtu, ispod prozora. Preostalih pet gostiju postaje iznimno preplašeno, paranoično, pa čak i manično u jednom trenutku.
Na sljedećem sastanku Wargrave predloži da na jedno mjesto zaključaju sva potencijalna oružja, uključujući i Armstrongovu liječničku opremu, te njegove vlastite tablete za spavanje. Lombard priznaje kako je sa sobom ponio revolver, ali kada ga krenu potražiti, ustanove da je nestao. Svi sumnjaju kako ga je Lombard namjerno sakrio, te kako je on ubojica, no on njihove argumente pobija tako što kaže da im, da stvarno jest ubojica, sigurno ne bi rekao da sa sobom ima revolver. Odlučivši kako je to najbolji način, dogovore se kako će se stalno držati zajedno, a skupinu će u jednom trenutku moći napustiti samo jedna osoba. Prva koja to pravo iskoristi je Vera Claythorne koja ode u svoju sobu, no ubrzo se s gornjega kata čuje stravičan vrisak. Blore, Lombard i Armstrong pohitaju gore samo kako bi ustanovili da je Veru preplašila morska trava koju je netko položio na kuku u sredini njezine sobe. Kako je na otoku nestalo struje, a već je bio mrak, Vera se prepala da je netko u sobi. Uskoro, gosti ustanove da sudac Wargrave nije među njima, te brzo pohitaju dolje samo da bi posvjedočili novom ubojstvu. Sudac je položen u stolicu, s komično nataknutim komadom sive vune Emily Brent na svojoj glavi (simbol sudstva), ogrnut grimiznom zavjesom iz kupaonice i s rupom od metka na čelu. Armstrong ode do njega i potvrdi da je zaista mrtav. Pokriju sučevo tijelo i odu na počinak, a Lombard uskoro ustanovi kako mu je pištolj vraćen.
Iste te noći, Blore je čuo korake u hodniku i otišao probuditi Lombarda kako bi istražili. Uskoro otkrivaju kako je Armstrong nestao. Bude Veru i njih troje provodi noć van kuće. Ujutro Blore odluči otići do kuće kako bi nešto pojeo, ostavivši tako Veru i Lombarda same. Uskoro, nakon što su rekli kako si međusobno vjeruju, čuju tup udarac. Odlaze provjeriti o čemu se radi samo da bi otkrili mrtvog Blorea, kojemu je glava smrskana velikim satom u obliku medvjeda koji je bačen iz Verine sobe. Isprva misle kako je Armstrong u kući, no ubrzo otkriju njegovo truplo u vodi. Nastupio je trenutak opće paranoje i obećanje da si vjeruju palo je u vodu - počeli su međusobno sumnjati jedan u drugog. Vera tada lukavo zamoli Lombarda da izvuku Armstrongovo tijelo iz vode, na što se ovaj ironično nasmije. Dok su vukli tijelo, Vera mu je izvukla revolver iz džepa i uperila u njega. Lombard joj ga je pokušao preoteti, no neuspješno, te ga je ova hladnokrvno propucala. Vera se tada zadovoljna, ali na rubu psihičkog sloma, vraća u kuću samo da bi u svojoj sobi našla omču i stolicu. Nastupio je psihički slom, kombiniran s traumom i grižnjom savjesti, koji je rezultirao time da se Vera popela na stolicu, stavila omču oko vrata i počinila samoubojstvo, time dovršivši inicijalni plan misterioznog domaćina U.N. Owena.

### Epilog
Inspektor Maine, detektiv koji vodi slučaj Nigger Islanda, raspravlja u Scotland Yardu sa Sir Thomasom Leggeom o pojedinostima ovog tajanstvenog slučaja. Na samom otoku nema nikakvih tragova, a čovjek koji je kupio vilu za "U.N. Owena" dobro je prikrio svoje tragove, a i ubijen je na dan kada su putnici otišli na otok. Jedini trag koji im je ostao su dnevnici putnika koji im omogućuju da djelomično utvrde kronologiju događaja, no smrti Blorea, Armstronga, Lombarda i Vere Claythorne ostaju misterij: Blore nije mogao baciti sat sam na sebe; Armstrongovo je tijelo izvađeno iz mora; Lombard je upucan na plaži, dok je njegov revolver pronađen ispred Wargraveove sobe. Činjenica da su na Lombardovom revolveru pronađeni Verini otisci prstiju, te da je sat kojim je ubijen Blore došao iz njene sobe, upućuju na to da je Vera Claythorne "U.N. Owen", no jedan ključni dokaz dokazuje suprotno. Stolica koju je Vera iskoristila kako bi se objesila kasnije je pomaknuta i pozicionirana uz zid, što znači da ona nikako nije mogla izvesti taj čin. Činjenica da je otok bio potpuno izoliran od kopna sprečavala je bilo koga da ode ili dođe na otok, što znači da je ubojica morao biti jedan od njih. No, kako je policija pronašla sva trupla, svih 10 gostiju, inspektori ostaju u čudu zbog činjenice da ne mogu pronaći nikakvo valjano objašnjenje za slučaj.

### Post scriptum
Ribar, vlasnik čamca Emma Jane, pronalazi pismo u boci nedaleko od obale Devona. Uskoro se ispostavlja kako je poruka u boci zapravo osobna ispovijest pokojnog suca Wargravea. Wargrave otkriva kako je cijeli život imao sadistički temperament kombiniran s izrazito oštrim osjećajem za pravdu: želio je mučiti, strašiti, ubiti, ali nikada nije mogao opravdati činjenicu da netko naudi nedužnoj osobi. Kao sudac, izdavao je nemilosrdne posljednje riječi i optužujuće presude, ali se ograničavao samo na one slučajeve u kojima bi se on sam dovoljno uvjerio u krivnju optuženika, uživajući gledati lice optuženog, lice puno straha zbog činjenice da će uskoro umrijeti. Ali sudačka halja nije bila dovoljna: on je sam, vlastoručno, želio počiniti ubojstvo. Potaknut činjenicom da je smrtno bolestan, odlučio je pronaći one ubojice koje pravda nije uspjela sustići. Odlučio ih je namamiti na otok. Kako je ubijao jednog po jednog, gledao je i likovao nad njihovim strahom, nad njihovim reakcijama koje su neizbježno potvrđivale njihovu krivnju njegovom istesanom sudačkom oku. Također, ubijao je prema težini ubojstava, prvo se riješivši onih čija su ubojstva najblaža ili počinjena iz nemara, ili pak onih koji su osjećali najveću grižnju savjesti, ostavivši tako one najhladnokrvnije i najbrutalnije ubojice za kraj, tvrdeći da ovi prvi tako "ne bi morali podnositi onu dugotrajnu napetost i strah koje sam namijenio težim krivcima."
Nakon što se riješio prvih pet žrtava, Wargrave je lako nagovorio naivnog Armstronga da odglume sučevu smrt, tako podmećući "crvenu haringu" (u izvorniku "red herring", lažni trag; u prijevodu Mirana Stihovića koristi se fraza "crna sipa") pravom ubojici koji bi postao iznimno rastresen i lagana meta za naizgled mrtvog suca. Iste te večeri, dogovorio je sastanak s Armstrongom samo da bi ga gurnuo s litice u njegovu smrt. Wargrave je, kao izvrstan psiholog, znao da će Armstrongov nestanak uzrokovati sumnju kod preostalih. Dok su istraživali otok, Wargrave se slobodno šetao kućom da bi, na koncu, iz Verine sobe bacio teški metalni sat u obliku medvjeda Bloreu na glavu, tako ga ubivši. Nakon toga je sa zadovoljstvom promatrao kako Vera ubija Lombarda, te kako se na koncu i sama objesi. Wargrave je vratio stolicu koju je lukavo podmetnuo kako bi natjerao ionako rastresenu Veru da u psihotičnom napadu počini samoubojstvo, napisao poruku, stavio ju u bocu i bacio ju u more. Wargrave je priznao kako je žudio za posthumnim uvažavanjem ove njegove igre. Čak i ako se ovo pismo ne pronađe (sam je procijenio kako je šansa da se pronađe 1/100), ostavio je tri traga koja optužuju direktno njega, ali je (točno) pretpostavio kako slučaj neće biti riješen:
1. Wargrave je bio jedini među pozvanima koji nije nepravedno uzrokovao smrt za koju je optužen. Edward Seton, za čije je ubojstvo gramofon optužio Wargravea, stvarno jest bio kriv za ubojstvo zbog kojeg ga je Wargrave poslao na vješala, no to je dokazano tek kasnije. Ironično je kako je jedini nedužni među pozvanima morao biti ubojica.
2. Dio pjesmice koji govori o "crvenoj haringi" sugerira kako je Armstronga prevario i u smrt odveo netko kome je ovaj vjerovao. Od svih preostalih gostiju, jedino bi uvaženi sudac Wargrave bio vrijedan doktorova povjerenja.
3. Znak od crvene gline za kojeg je Armstrong rekao da je trag metka, sličan je znaku kojega je Jahve dao Kajinu nakon što je ovaj ubio svog brata Abela.

Na kraju, Wargrave opisuje kako planira ubiti sam sebe: kroz pištolj će provući elastičnu nit, vežući jedan kraj za svoje naočale, a drugi za vrata. Tada će, pomoću maramice (kako ne bi ostavio otiske), uzeti pištolj i prostrijeliti se u glavu. Njegovo će tijelo pasti natrag i biti u istom položaju u kojem ga je Armstrong ostavio. Inercijska sila koju će proizvesti pištolj povući će ga sve do vrata i odbaciti vani, u hodnik, i na koncu uzrokovati da se vrata zatvore. Nit će neprimjetno visiti s njegovih naočala, a maramica ne bi trebala uzrokovati sumnju. Tako će policija pronaći deset trupala i nerješiv zločin na Nigger Islandu.
Wargrave se na kraju pokazao kao izniman psiholog. Uspio je, nakon samo jedne bezazlene ideje, skrojiti nevjerojatno ingeniozan plan, napraviti nedokučivu igru u kojoj on izlazi kao sigurni pobjednik i još, uz sve to, detaljno predvidjeti ponašanje svih prisutnih. Ako se izuzmu ona ubojstva koja je sam napravio, možemo govoriti o briljantnosti njegovog plana nakon pakta s Armstrongom. Za svog je saveznika uzeo čovjeka koji je pod svaku cijenu želio preživjeti. Čovjeka koji bi, vjerojatno, napravio sve samo da izvuče živu glavu i to je vrlo precizno odabrao samo njega. No, znao je da će ga upravo ta njegova želja za životom koštati tog istog života. Blorea, jednog lukavog detektiva, uspio je efektno namamiti do kuće i ubiti bez većih problema, a nakon toga je na red došla njegova teorija. Lombard je u sebi imao onaj životinjski instinkt za preživljavanje, ali Wargrave je znao što se skriva u Veri Claythorne. Ona je bila potpuno psihički rastrojena, na stanju psihičkog sloma i bila je spremna učiniti sve, pa čak i ubiti Lombarda kojemu je koliko toliko vjerovala, da preživi. Wargrave je to znao i (točno) predvidio. Nakon toga, na red je došao posljednji čin njegove igre. Vera, uvjerena kako je preživjela igru, vraća se u kuću samo da bi u svojoj sobi našla omču. Njezino manično veselje se raspada, njezina ličnost nestaje, ona postaje kao hipnotizirana u trenutku kada ugleda tu omču. Vera Claythorne je doživjela onaj konačni psihički i živčani slom kojega je Wargrave anticipirao od samoga početka, i morala se, suočena s grižnjom savjesti, činjenicom da je ubojica i činjenicom da ipak nije pobijedila u toj igri, objesiti. Ona je, nesvjesno, izvršila Wargraveov naum i potvrdila njegov genij i znanje psihologije. Wargrave se tako na kraju, iako hladnokrvni, sadistički ubojica, postavlja u ulogu neobičnog pravednika, čovjeka koji nekažnjena ubojstva, najgore zločine, kažnjava na jednak način. On jest kriv, ali je kriv samo u toj mjeri što je neprimjerenom metodom učinio ono što je pravosuđe već davno trebalo učiniti. Potpunu osudu njegova lika sprečava jedino taj neosporivi osjećaj pravde kojeg je imao i koji ga je spriječio da nedužne osobe kazni bez povoda i opravdanja, a nije ga spriječio da rukom pravde dohvati one koji su to zaslužili. Sve u svemu, Wargraveov lik treba biti osuđen zbog 10 ubojstava koje je izveo i/ili prouzročio, ali je ujedno i toliko kompleksan da se mora pogledati i s druge strane, čime se automatsku ublažava njegova osuda, jer ipak, on nije tipični ubojica (iz romana Agathe Christie) - on je ubojica koji ubija za pravdu.

## Likovi
Ovaj opis i popis likova preuzet je iz romana. Imena likova ili neki detalji vezani uz njih često su mijenjani prilikom filmskih ili kazališnih adaptacija, tako da je sudac Wargrave u jednoj verziji bio sudac Quincannon, a Lombard je otpužen da je skrivio smrt svoje trudne djevojke.

### Deset malih crnaca
- Anthony James Marston zgodan je mladić, dobro građen, kovrčave kose, preplanula lica i intenzivno plavih očiju poznat po neopreznoj vožnji. Rođen je u bogatoj obitelji, što mu je omogućilo mnoge privilegije. Owen ga je otpužio da je pregazio dvoje djece, što Marston, bez imalo grižnje savjesti, priznaje. Marston je bio prva Owenova žrtva i ubijen je trovanjem nakon što mu je u piće krišom stavljen cijankalij kojeg je popio i na koncu umro.
- Gđa Ethel Rogers kuharica je na Nigger Islandu i Rogersova supruga. U romanu je opisana kao blijeda, sablano beskrvna žena monotonog glasa, otmjena, kose začešljane od čela i čudnih, svijetlih i nemirnih očiju. Unatoč poštovanju kojeg je imala i efikasnosti koju je prikazivala, bila je prisiljena pomoći svom dominantnom suprugu Thomasu da zajedno ubiju svoju bivšu poslodavku Jennifer Brady, za što ih Owen zajednički optužuje, tako što joj nisu davali lijekove, da bi nakon njezine smrti naslijedili novac. Ona je druga Owenova žrtva, a ubijena je na spavanju tako što su joj dane tablete za spavanje koje su zapravo otrov.
- General John Gordon MacArthur umirovljeni je general iz Prvog svjetskog rata kojeg je Owen optužio da je Arthura Richmonda, ljubavnika svoje supruge, poslao na "samoubilačku" misiju i tako prouzročio njegovu smrt. Od samoga početka pesimistično tvrdi kako nitko neće napustiti ovaj otok, što kasnije kaže Veri. Nedugo nakon toga postaje Owenova treća žrtva nakon što mu je glava smrskana stijenom dok je sjedio na plaži.
- G. Thomas Rogers batler je na Nigger Islandu i suprug gđe. Rogers. Owen ga je optužio da je, zajedno sa svojom suprugom, ubio Jennifer Brady, svoju bivšu poslodavku, samo kako bi naslijedio novac. Rogers je bio Owenova četvrta žrtva, a ubijen je rano ujutro tako što je sjekirom sasječen na dva dijela. Njegovo ubojstvo bilo je najbrutalnije od svih 10 koja će se dogoditi.
- Emily Caroline Brent zatvorena je, vrlo religiozna, konzervativna žena iznimno strogih moralnih principa koja konstantno čita i citira Bibliju kako bi opravdala manjak suosjećanja za sve koji se nalaze oko nje. Owen ju je optužio da je ubila svoju sluškinju, Beatrice Taylor, koja je ostala trudna nakon izanbračne veze. Brentova ju je prvo otpustila, a nakon što ju je odbila i vlastita obitelj, Beatrice Taylor se bacila u rijeku i ubila. Nakon što je ostala sama u blagovaonici, ubijena je ubrizgavanjem cijankalija u vratnu arteriju (preko liječničke injekcije), time postavši Owenova peta žrtva.
- Sudac Lawrence Wargrave umirovljeni je sudac, poznat po čestom korištenju smrtne kazne kao konačne presude tijekom svojih procesa. Owen ga je optužio da je Edwarda Setona, čovjeka za kojeg se smatralo da nije kriv, bez dovoljno dokaza poslao na smrtnu kaznu. Za Wargravea se mislilo da je šesta Owenova žrtva nakon što su ga pronašli propucanog, a i poklapalo se sa stihom koji govori o odlasku na sud. No, kasnije se otkrilo kako je upravo sudac Wargrave tajanstveni gospodin Owen. Na samom kraju, nakon što vidi kako se Vera Claythorne objesila, propuca si glavu i tako dovrši svoj zadatak.
- Dr. Edward George Armstrong kirurg je s Harley Streeta kojega je Owen optužio da je, pod utjecajem alkohola, ubio pacijenticu Louisu Clees tijekom operacije. Ubrzo nakon Wargraveovog lažnog ubojstva, Owen je ubio i Armstronga tako što ga je gurnuo s litice u more. Njegovo je tijelo neko vrijeme bilo nestalo, tako da su preživjeli misili da je on Owen i krenuli su u potragu za njim, no ubrzo je njegovo tijelo otkriveno čime je roman ušao u svoj klimaks.
- William Henry Blore bivši je policijski inspektor Scotland Yarda koji sada radi kao privatni istražitelj. Owen ga je optužio da je nedužnog čovjeka, Jamesa Landora, poslao na doživotni zatvor nakon što je primio mito i krivo svjedočio. Landor je kasnije umro u zatvoru. Bio je Owenova osma žrtva, a ubijen je tako što mu je teški sat u obliku medvjeda bačen na glavu s prvog kata kuće.
- Philip Lombard bivši je vojnik i avanturist koji živi bez ikakvih prihoda. Na otok dolazi bez ikakvog novca, ali sa sobom nosi napunjeni revolver. Iako ima reputaciju čovjeka koji se lako izvlači iz teških situacija, Owen ga je optužio da je skrivio smrt jednog afričkog plemena. Rečeno je kako je ukrao hranu tom plemenu i tako ih ostavio da izgladne i, na koncu, umru. Iako nije bio doslovna Owenova žrtva (što znači da ga nije ubio on osobno), ubila ga je Vera, koja mu je ukrala revolver, misleći tada da je on ubojica.
- Vera Elizabeth Claythorne mlada je učiteljica, tajnica i bivša guvernata koja uglavnom obavlja poslove tajnice nakon što je njezin posljednji posao guvernate završio smrću njezinog štićenika. Dozvolila je malenom Cyrilu Hamiltonu da sam pliva u duboko more, iako je znala da nije dobar plivač, gdje se ovaj utopio, i to sve s ciljem kako bi Cyrilov brat, Hugo Hamilton, dobio nasljedstvo i oženio se njome. No, plan je propao i vjenčanje je propalo kada je Hugo shvatio što je napravila. Iako je od svih prisutnih jedina pokazala iskrenu grižnju savjesti koja ju još uvijek muči, Owen je odlučio da će upravo ona najviše patiti i tako odredio da ostane posljednja preživjela. Svoj kraj doživi kada uđe u svoju sobu, nakon što je već upucala Lombarda i vidjela sve ostale kako su umri, i pronađe omču za vješanje na kuki koja se nalazila na sredini stropa njezine sobe. Ispod kuke se nalazila malena stolica. U stanju potpunog psihičkog rastrojstva uzrokovanog grižnjom savjesti i traumatskim iskustvom, Vera se penje na stolicu, namjesti omču, odgurne stolicu i tako se objesi, poštujući tako posljednji stih pjesmice.

### Ostali likovi
- Sir Thomas Legge i inspektor Maine, dvojica policajaca koja razgovaraju o zločinu u epilogu djela.
- Isaac Morris, čovjek kojega je Gospodin Owen unajmio kako bi nagovorio Phillipa Lombarda da dođe na otok, uz plaći od 100 gvineja. Kako je navedeno u post scriptumu knjige, Isaac Morris je preminuo nakon uzimanja tablete koju mu je dao Owen, a za koju je mislio da je lijek protiv gastritisa. Njegov zločin bio je taj da je mladoj djevojci ilegalno prodao drogu koja ju je ubila.
- Fred Narracott, mornar koji je ljude doveo do otoka. Nakon toga se više ne pojavljuje.

## Povijest izdanja
Roman je izvorno tiskan u Britaniji 1939. pod naslovom Ten Little Niggers (Deset malih crnaca). Sve ono što je kasnije preimenovanu u "indijance" u izvornom je romanu bilo vezano uz "crnce", pa se tako i neslavni otok zove Nigger Island, a ne Indian Island, dok je pjesmica također govorila o crncima, a ne o Indijancima.
Britanska serijalizacija romana izlazila je u Daily Expressu od utorka, 6. lipnja, do subote, 1. srpnja 1939. godine. Svaki je nastavak imao jednu "Prescottovu" ilustraciju, a prvi je nastavk imao ilustraciju otoka Burgh u Devonu, koji je inspirirao lokaciju romana. Ova serijalizacija nije sadržavala podjelu prema poglavljima.
U Sjedinjenim Državama, serijalizacija je tiskana u Saturday Evening Postu u sedam dijelova, od 20. svibnja do 1. srpnja 1939. godine, s ilustracijama Henryja Raleigha. Knjiška verzija izdana je samostalno u siječnju 1940. Oba izdanja romana koristila su "blaži" naziv And Then There Were None (I ne osta Nijedan). Ekranizacija iz 1945. također je nosila ovaj naslov, a izdanje drame iz 1946. nosilo je naslov Ten Little Indians (Deset malih Indijanaca), pod kojim je i izvedena na Broadwayju. Američko izdanje iz 1964. također je nosilo ovaj naslov.
Britanska su izdanja originalni naslov koristila sve do 1980-ih godina, a prvo izdanje koje je nosilo naslov And Then There Were None izašlo je tek 1985. godine. Danas se u anglofonim zemljama najčešće koristi naziv And Then There Were None, dok to i nije praksa u drugim zemljama. Izdanja u drugim zemljama još su uvijek zadržala originalni naziv, tako da je u Grčkoj djelo dostupno pod naslovom Δέκα Μικροί Νέγροι, u Bugarskoj kao Десет малки негърчета, u Španjolskoj kao Diez negritos, u Rumunjskoj kao Zece negri mititei, u Francuskoj kao Dix petits nègres, a u Mađarskoj kao Tíz kicsi néger. Talijansko izdanje nosi naslov Dieci piccoli indiani, što je referencija na "Indijance". Nizozemsko 18. izdanje iz 1994. još uvijek koristi originalni naslov Ten Little Niggers. Sovjetska filmska adaptacija iz 1987. nosi naslov Desjat negritjat, dok kompjutorska igra umjesto crnaca i Indijanaca naslov pjesme mijenja u "Deset malih mornara".
Na području bivše Jugoslavije do 2006. izdano je 7 izdanja ovog romana. Prvo od njih bilo je iz 1964. godine pod naslovom Deset malih crnaca. Prijevod je odradio Ranko Bugarski, a ovo je izdanje tiskano u Sarajevu. Prvo hrvatsko izdanje iz 1977. bilo je ujedno i drugo izdanje ovog romana u Jugoslaviji. U prijevodu Sanje Tamburasev, djelo je u 261. stranici tiskano u izdanju Globusa u Zagrebu. Godine 1986. izlazi dvostruko izdanje knjige na srpskom (tiskano u Novom Sadu) i hrvatskom jeziku (tiskano u Zagrebu). Godine 1993. izlazi novo srpsko izdanje knjige tiskano u Beogradu u prijevodu Ane Smiljanić. Prvo hrvatsko izdanje tiskano nakon Jugoslavije došlo je tek u ožujku 2002. godine u prijevodu Mirana Stihovića. V.D.T. je knjigu izdao pod naslovom Deset malih crnaca, a to izdanje do danas ostaje prvo i jedino izdanje ovog romana u Hrvatskoj. Godine 2004., Vera Bostjančič-Turk prevela je prvo slovensko izdanje knjige pod naslovom In potem ni bilo nikogar več. Ovo je jedino izdanje knjige na području bivše Jugoslavije koje je kao naslov koristilo And Then There Were None. Najrecentnije izdanje knjige, ponovo pod naslovom Deset malih crnaca, izašlo je u Beogradu 2006. godine pod prijevodom Nadežde Ciprančić. Dakle, sva izdanja na području bivše Jugoslavije (osim slovenskog iz 2004.) koristila su izvorni britanski naslov Ten Little Niggers i pod naslovom Deset malih crnaca tiskali knjigu u svojim zemljama. Zanimljivo je kako je čak i slovensko izdanje dramatizacije ovog romana također izdano pod naslovom Deset malih crnaca.
- Christie, Agatha. Studeni 1939. Ten Little Niggers. Collins Crime Club. London. OCLC 152375426 tvrdi uvez, 256 str. (prvo izdanje)
- Christie, Agatha. Siječanj 1940. And Then There Were None. Dodd, Mead. New York. OCLC 1824276 Hardback, 264 str. (prvo američko izdanje)
- 1944., Pocket Books, 1944., meki uvez, 173 str. (broj 261)
- 1947., Pan Books, 1947., meki uvez, 190 str. (broj 4)
- 1958., Penguin Books, 1958., meki uvez, 201 str. (broj 1256)
- Christie, Agatha. 1963. And Then There Were None. Fontana. London. OCLC 12503435 meki uvez, 190 str. (Reizdanje iz 1985. bilo je prvo britansko izdanje romana pod naslovom "And Then There Were None".[15])
- Christie, Agatha. 1964. Ten Little Indians. Pocket Books. New York. OCLC 29462459 (prvo izdanje pod naslovom Ten Little Indians)
- 1964., Washington Square Press (meki uvez - profesorsko izdanje)
- Christie, Agatha. 1977. Ten Little Niggers. Greenway edition izdanje. Collins Crime Club. London. ISBN 0002318350 |edition= sadrži dodatni tekst (pomoć) Sabrana djela, tvrdi uvez, 252 str. (Osim reizdanja Fontaninog izdanja iz 1963., ovo je jedno od posljednjih izdanja na engleskom jeziku pod naslovom "Ten Little Niggers"[16])
- Christie, Agatha. 1980. The Mysterious Affair at Styles; Ten Little Niggers; Dumb Witness. Lansdowne Press. Sydney. ISBN 0701814535 Kasno australsko izdanje koje koristi izvorni engleski naslov.
- Christie, Agatha. 1981. Ten Little Niggers (nizozemski). 3. izdanje izdanje. Educaboek. Culemborg. ISBN 9011851536 (kasno nizozemsko izdanje knjige koje zadržava originalni engleski naslov)
- Christie, Agatha. 1986. Ten Little Indians. Pocket Books. New York. ISBN 0671552228 (posljednje izdanje pod naslovom "Ten Little Indians")

## Značaj i kritike
Deset malih crnaca jedno je od najpoznatijih djela Agathe Christie. Pišući za The Times Literary Supplement, Maurice Percy Ashley 11. studenog 1939. napisao je: "Ako u svojoj sljedećoj knjizi bude imala imalo detekcije, neće nedostajati ubojstava. Ipak, postoji određeni osjećaj monotonije koji je neizbježan zbog regularnosti ubojstava, koji je možda prikladniji novinama u nastavcima nego romanu. Ali ipak, tu je ingeniozni problem oko imenovanja ubojice. Samo jako lukav čitatelj to može pogoditi." Mnogi drugi kritičari jednako su hvalili ovo djelo. Isaac Anderson je 25. veljače 1940., pišući za The New York Times Book Review, detaljno obradio okolnosti radnje do trenutka kada "glas" optuži goste za njihove zločine, da bi nakon toga napisao: "Kada budete čitali što se događa dalje, nećete vjerovati, ali ćete i dalje nastaviti čitati, a kada se nevjerojatni događaji počnu nizati jedan za drugim, još uvijek nećete prestati. Cijela ta stvar potpuno je nemoguća i potpuno fascinantna. Ovo je najkompleksnija misetrija koju je Agatha Christie napisala, i ako je ijedan pisac uspio nadmašiti tu kompleksnost, njegovo ime je zaboravljeno. Govorimo, naravno, o misterijima koji imaju logička objašnjenja, kao što ova ima. Ovo jest nevjerojatna priča, istina, ali mogla se dogoditi."
Kvaliteta ove knjige bila je tolika da su ju mnogi uspoređivali s njezinom uspješnicom iz 1926. - Ubojstvo Rogera Ackroyda. Dana 16. ožujka 1940., jedan je neimenovani recenzent za Toronto Daily Star napisao: "Drugi su pisalo bolje romane nego Agatha Christie, ali nitko nije nadmašio njezine ingeniozne radnje i iznenađujuće završetke. S Deset malih crnaca... ona je na vrhuncu ingenioznosti i iznenađenja... i, zaista, iznad standarda u usporedbi s njezinim nedavnim djelima i jako blizu 'Rogeru Ackroyjdu'."
Ostali su kritičari doslovno slavili spletke, obrate i iznenađujući završetak ovoga djela. Maurice Richardson u izdanju The Observera od 5. studenog 1939. napisao je pomalo rapsodičnu kritiku djela: "Nije ni čudo što je ova posljednja knjiga Agathe Christie njezine izdavače bacila u trans. Ipak, nećemo se upuštati u neke uvredljive usporedbe s 'Rogerom Ackroyjdom', već ćemo kazati kako je roman 'Deset malih crnaca' jedan od najboljih i najkompleksnijih što je Agatha Christie napisala. Također se nećemo upuštati u ozbiljnije analize jer djelo je toliko šokantno da bi i najmanja naznaka mogla pokvariti čitanje nekom čitatelju, a mislim da bi radije htjeli iskusiti užitak čitanja nego cjelovitost kritike. Naracija i karakterizacija su na samom vrhu njezinog opusa. Radnja možda i jest umjetna, ali je zabavna, briljantno lukava, čvrsto konstruirana i bez ikakvih lažnih crnih sipa koje katkad uništavaju djelo."
Robert Barnard, jedan noviji kritičar, složio se sa svojim kolegama i dodao: "Napeta i zlokobna kriminalistička priča/triler. Zatvorena sredina i kontinuirana ubojstva završavaju jednim logičkim krajem, a nebuloze i opća čitalačka nevjera lukavo su izbjegnuti. Vjerojatno najpoznatije njezino djelo, a sigurno među najboljima."
Neki su suvremeni kritičari ipak malo negativnije pristupili analizi djela, smatrajući kako su originalni naslov djela i smještaj na Nigger Islandu sastavni dio djela. Alison Light tvrdi: "Ovi se elementi mogu, automatski, gledati kao nekakvi stvaratelji napete 'nepoznatosti', mjesta gdje će se otkriti ona 'tamna strana' Engleza." No, ovakvi su stavovi kritike u manjini i malo se kritičara oslanja na ovakva mišljenja. Među suvremenim kritičarima koji su hvalili djelo spadaju recenzenti novina kao što su Houston Chronicle, New York Times, People, The Atlantic Monthly, The Detroit News, Times Literary Supplement, Sunday Telegraph, Library Journal, New York Herald Tribune, Chicago Sun-Times, a na djelo se pozitivno osvrnuo i kritičar Ivica Župan.

## Adaptacije
Deset malih crnaca ima više adaptacija nego ijedno drugo djelo Agathe Christie. No, zbog tematike izvornog romana, brojne su adaptacije koristile alternativni kraj iz dramske adaptacije iz 1943. (koju je također napisala Agatha Christie), te su često mijenjali imena i lokaciju radnje.

### Drama
Godine 1943., sama Agatha Christie odlučila je adaptirati svoj roman u istoimenu dramu. Tijekom rada na drami, složila se s producentima kako je originalni završetak romana previše mračan za izvedbu na sceni, te kako ne bi bilo baš privlačno da na kraju ne ostane nitko tko bi ispričao priču. Tako je smislila novi, alternativni kraj u kojem se ispostavi kako Lombard i Vera nisu krivi za zločine za koje su optuženi, te kako se na kraju zaljube jedno u drugo. Došlo je i do promjene nekih imena, tako da je general MacArthur postao general McKenzie, najvjerojatnije zbog činjenice da je stvarni general Douglas MacArthur igrao vrlo važnu ulogu u Drugom svjetskom ratu. Dana 14. listopada 2005., Kevin Elyot piše novu verziju drame, koja je pod režijom Stevena Pimlotta izvedena u Kazalištu Gielgud, a razlika između ove i izvorne drame je ta što je Elyot vratio izvorni kraj romana u dramu, tako da su i Blore i Lombrad ubijeni, a Vera Claythorne se objesila.

### Film
Filmskih je adaptacija ovog romana bilo jako puno, upravo zbog zanimljive tematike i neuobičajene radnje koja se u njemu prikazuje. Prva adaptacija je bila ona iz 1945. godine koju je režirao René Clair, a u kojoj su glumili Walter Huston i Barry Fitzgerald. Iako se ova adaptacija nije držala originalnog kraja, postala je iznimna uspješnica. Sljedeća adaptacija, pod nazivom Deset malih indijanaca, uslijedila je 1965. pod redateljskom palicom Georgea Pollocka, redatelja koji se već prije istaknuo adaptacijom četiri djela o Miss Marple u kojima je glumila Margaret Rutherford. Ovaj je film radnju s otoka preselio na izolirano planinsko zimovalište u Austriji. Adaptacija iz 1974., pod režijom Petera Collinsona i scenarijem Petera Welbecka, bila je prva engleska adaptacija ovog djela snimljena u boji. Ova je verzija smještena u hotel u jednoj iranskoj pustinji, a među glumcima koji su sudjelovali bili su Charles Aznavour, Richard Attenborough i Orson Welles. Godine 1987., Stanislav Govoruhin režirao je i adaptirao roman u film pod naslovom Desjat Negritjat (rus. Десять негритят). Ovo je bila prva i za sada jedina ruska/sovjetska adaptacija djela, ali i jedina koja je na filmskom platnu prikazala originalni kraj romana u kojem svih 10 crnaca umre. Istaknutu ulogu u ovom filmu zabilježio je Vladimir Zeldin, koji je vjerodostojno istumačio lik suca Wargravea. Najrecentnija adaptacija je ona Alana Birkinshawa iz 1989. godine koja je smještena tijekom afričkog safarija.
Godine 1965. napravljena je i indijska adaptacija romana pod naslovom Gumnaam. Radnja ovog filma smještena je u izolirano indijsko mjesto na moru. Film 5 Bambole per la Luna D'Agosto, je talijanska giallo adaptacija iz 1970. koju je režirao Mario Bava.
Godine 2003. izlazi film Identitet s Johnom Cusackom, čija se radnja donekle temelji na djelu.

### Televizija
Napravljeno je i nekoliko različitih televizijskih adaptacija romana. Dobar primjer su dvije različite britanske adaptacije - jedna BBC-jeva iz 1949., i jedna koju je 1959. napravio ITV. Kao dodatak tome napravljena je i američka verzija, pod naslovom Deset malih indijanaca, koju su režirali Paul Bogart, Philip F. Falcone, Leo Farrenkopf i Dan Zampino, a za koju je scenarij napisao Philip H. Reisman Jr. Ova se verzija vjerno držala knjige.
Godine 1969., Hans Quest je za ZDF napravio zapadnonjemačku adaptaciju pod naslovom Zehn kleine Negerlein. Sljedeće će godine Pierre Sabbagh napraviti francusku verziju pod naslovom Dix petits nègres. Američka miniserija u 13 nastavaka, Otok smrti (Harper's Island), nije direktna adaptacija ovog romana, ali se u mnogim elementima poklapa s radnjom romana.
Godine 2015. BBC je napravio izvrsnu direktnu adaptaciju romana pod nazivom Agatha Christie's And there were none s Maeve Dermody, Charles Danceom i Toby Stephensom u glavnim ulogama. Mini-serija u tri nastavka dobila je dobila odlične kritike kako od publike, tako i od kritike, a emitirala se u UK od 26. – 28. prosinca 2015. godine. U ovoj je verziji Deset malih crnaca zamijenjeno s Deset malih vojnika (Ten little soldiers).

### Ostalo
Film Skica u grimizu iz 1933., kojeg je napravio K.B.S. Productions Inc, jest snimljen 9 godina prije izlaska knjige, ali uvelike odgovara radnji knjige. Iako se ovdje radi o filmu o Sherlocku Holmesu, radnja ovog filma nema nikakve veze s istoimenim romanom Sir Arthura Conana Doylea. U ovoj se priči govori o "Deset malih debeljka". Autor scenarija filma, Robert Florey, rekao je kako ne vjeruje da je Agatha Christie pogledala Skicu u grimizu, ali je dodao kako bi smatrao komplimentom da je njegov scenarij poslužio kao inspiracija. Uz sve navedene adaptacije, napravljeno je i nekoliko parodija ovog romana. Jedan od njih je Broadwayjev mjuzikl iz 1976., naslovljen Something's Afoot, u kojem je Tessie O'Shea tumačila stariju detektivku sličnu Miss Marple. Radnja mjuzikla događa se na izoliranom engleskom imanju gdje je šestero ljudi pozvano u goste na vikend. Gosti, zajedno s tri člana posluge i jednim slučajnom gostom koji je rekao da je zalutao na imanje, bivaju ubijani jedan po jedan, neki čak i pred očima publike, da bi se na krajo otkrio tajni identitet ubojice. Kao bis, ubijeni članovi postave otpjevaju pjesmu "I Owe It All to Agatha Christie". Jedna epizoda serije Remington Steele, pod naslovom "Steele Trap", navodno prati radnju romana poprilično detaljno. Clairova verzija iz 1945. se također nekoliko puta spomene. Jedna epizoda animirane serije Spider-Man and His Amazing Friends, naslovljena "7 Little Superheroes", govori o tome kako se 7 superheroja jedan po jedan nađu na tajanstvenom otoku, a otimani su u skladu s pjesmom. Jedna epizoda serije Boy Meets World, pod naslovom "And Then There Was Shawn", parodira radnju romana, dok se u anime seriji Dragon Ball jedna epizoda zvala "Then There Were Eight".
Deseta epizoda američke animirane serije Wild C.A.T.s, rađene po istoimenom stripu, nosi naslov And Then There Were None, što je referenca na naslov ovog djela.
Još jedan japanski anime, Urusei Jacura, svoju je 75. epizodu (nazivanu još i "And Then There Were None") temeljio na ovom romanu. U toj epizodi, 10 od 11 likova naizgled umire i tako ostavlja jednog lika samog da otkrije ubojicu. Na kraju otkrije kako je sve to zapravo lukavo konstriurana farsa koju su mu njegovi prijatelji priredili kako bi ga prestrašili. Umjesto pjesme "Deset malih crnaca", korištena je pjesma Cock Robin.
Japanska igra, također adaptirana u mangu i anime, Umineko no Naku Koro ni uvelike je inspiriran ovim romanom. Sličnosti su vidljive u činjenici da su likovi zarobljeni na otoku tijekom jedne oluje, da umiru jedan po jedan prema tekstu jedne brojalice, te u izglednoj "nerješivosti" slučaja, kao i u nizu "closed room" situacija. Godine 2005., tvrtka The Adventure Company izdala je računalnu videoigru Agatha Christie: And Then There Were None, prvu iz serijala igara temeljenih na romanima Agathe Christie. Iako u velikoj mjeri prati radnju romana, igra inkorporira vlastitu varijantu kraja, drugačiju od svih prikazanih do sada, lik Freda Narracotta (koji je u romanu samo kapetan broda koji likove odvodi na Nigger Island) kao istraživača, nova mjesta (koja se u romanu ne spominju) i mogućnost tri alternativna kraja (spase se dva lika, spasi se jedan lik, svi umiru), tako da konačni ishod igre ovisi isključivo o igraču. Tijekom veljače 2008., igra je izašla i na Wii-ju.
Dana 30. travnja 2009. godine, HarperCollins je izdao strip Deset malih crnaca, kojeg je adaptirao François Rivière, a ilustrirao Frank Leclercq.